# یواس‌اس بینبریج (دی‌دی-۲۴۶)
یواس‌اس بینبریج (دی‌دی-۲۴۶) (به انگلیسی: USS Bainbridge (DD-246)) یک کشتی بود که طول آن ۹۵٫۸۱ متر (۳۱۴٫۳ فوت) بود. این کشتی در سال ۱۹۲۰ ساخته شد.